# Habronattus pyrrithrix
Habronattus pyrrithrix là một loài nhện trong họ Salticidae.
Loài này thuộc chi Habronattus. Habronattus pyrrithrix được Ralph Vary Chamberlin miêu tả năm 1924.